# Jupiter (Comic)
Jupiter war ein Comic aus dem Bastei-Verlag und erschien dort monatlich von 1972 bis 1975.
Das kleinformatige Album (DIN A5) war komplett in Farbe, hatte ein Softcover und kostete 1,- DM, später 1,50 DM (12,- ÖS, 1,90 sFr).
Die Stilrichtung von Jupiter war Funny, die Figuren waren also nicht realistisch dargestellt. Die Geschichten spielten im alten Rom, die Hauptfiguren waren Jupiter (klein und pfiffig), Pferdezüchter und Rennfahrer, der wegen eines Gürtels des Kriegsgottes Mars unbesiegbar war, Cassius (groß und stark), von Beruf Keulenschnitzer, und Papagallus, Rumtreiber, Frauenliebhaber und Würfelspieler. Die Hauptcharaktere der Schlawiner waren Hermann, sein zärtlich-brutales Weib Schmeralda und die beiden Freunde Scharly und Schlibowitz.
Jupiter, laut Harald Havas ein „Asterix-Epigone“,  gehörte nach Andreas C. Knigge zu den von Bastei auf den Markt gebrachten „Blödel-Serien für eine sehr junge Leserschaft“ und konnte „nur befristet Erfolge verbuchen“.